# Nykvarns herrgård

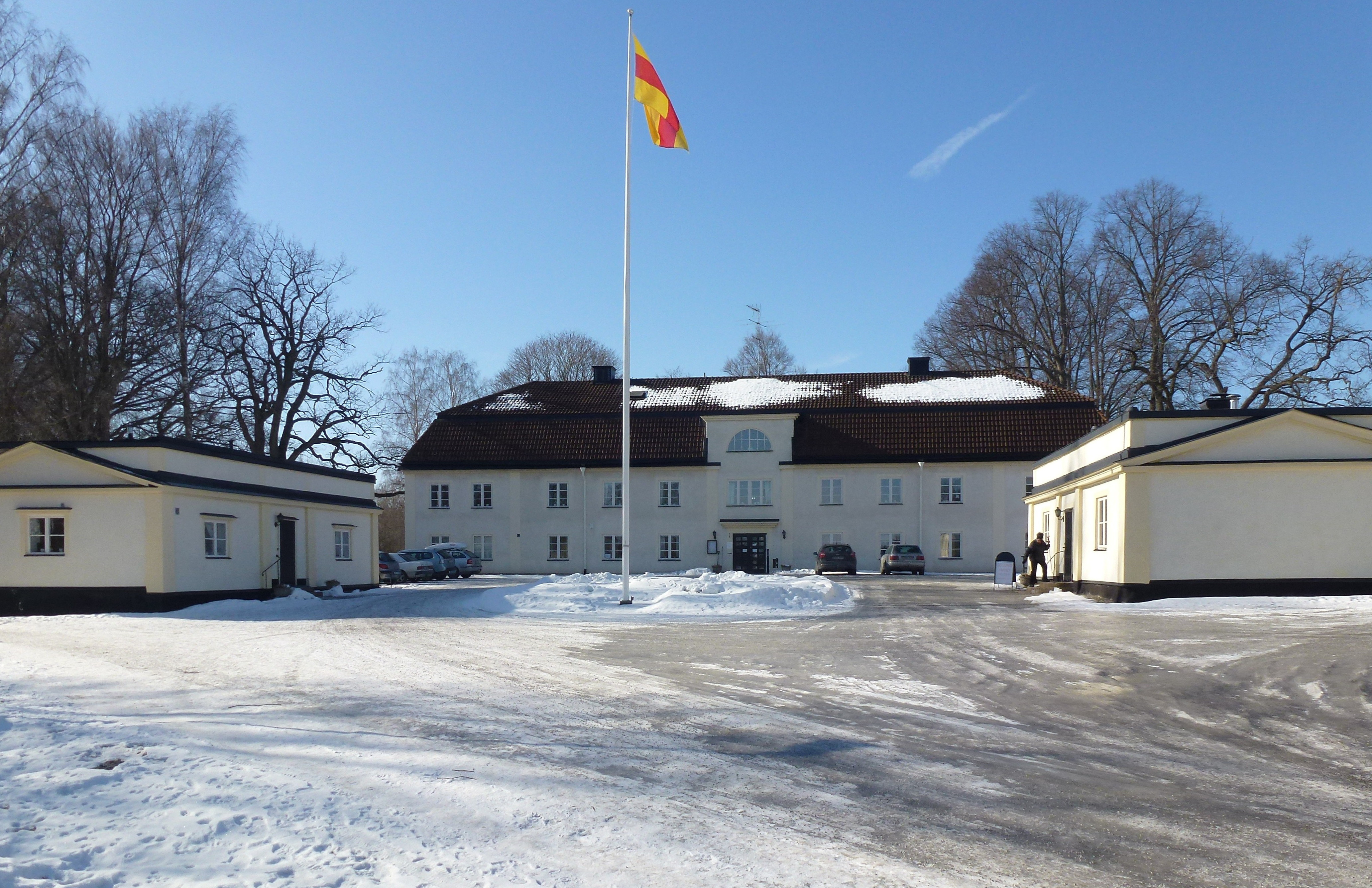
Nykvarns herrgård och flygelbyggnader.

Nykvarns herrgård eller Nykvarns gård är ett svenskt gods med tidigare tillhörande bruksverksamhet i Turinge socken i Nykvarns kommun. Huvudbyggnaden är vackert belägen i Nykvarn, vid den från sjön Yngern kommande Turingeån. Herrgården har i den inventering av kulturhistoriskt värdefull bebyggelse, klassats som omistlig. Anläggningen ägs idag av Turinge-Taxinge församling.

## Historik

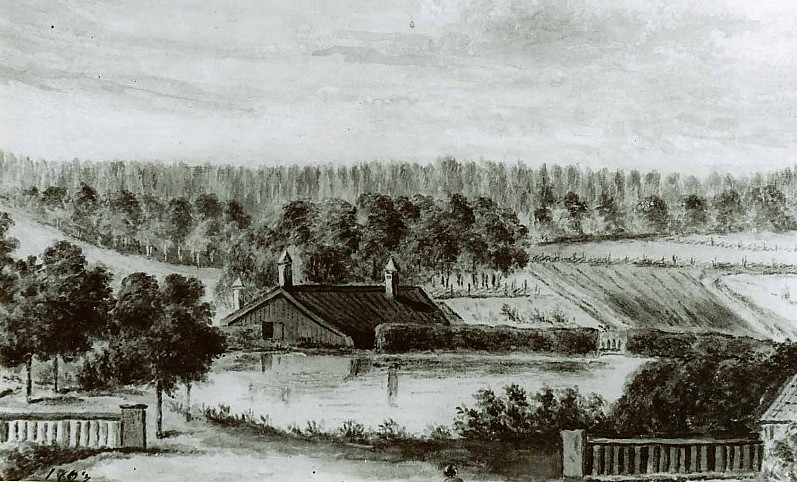
Hammarsmedjan i Nykvarn, 1830-tal.

Mjölkskjutsen på Nykvarns säteri, 1900-tal.

På Nykvarn drevs fram till 1971 bruksrörelse med gamla anor. En hammarsmedja anlades redan 1590 av borgaren i Stockholm Hans Ulfsson. Bruket fick vidgade privilegier 1678 och 1699, nu avseende även mässings- och kopparsmide, och hade på 1600-talet dessutom en del manufakturverk förlagda till Sundsör vid åns utlopp i Mälaren. Under 1700-talet brann bruket ned två gånger, men rörelsen fortsattes i växlande skala ända till 1860-talet.
Bland ägare till Nykvarn kan nämnas Abraham Cronström och Anders Grönberg på 1600-talet, bergsrådet J. Cederstedt (död 1730) samt majoren Alexander Tham, vilken förvärvade herrgården 1739 och som genom köp av angränsande hemman förökade egendomen. På 1780-talet kom den till släkten Leijonhufvud, och översten Sebastian Leijonhufvud lät 1802–1803 kraftigt utvidga herrgårdsbyggnaden, som då fick ett utseende som i stort påminner om dagens. Huvudbyggnaden är ett tvåvåningshus under ett säteritak. Byggnaden flankeras av två fristående flyglar. Under förra hälften av 1800-talet var egendomen delad mellan släkten Winckler (däribland donatorn Johan Mikael Winckler) och expeditionssekreteraren Per Ulmgren.
1848–1850 avstyckades en del av godset där Nyqvarns pappersbruk kom att anläggas. Från 1880-talet avstyckades ytterligare delar från de södra delarna av Nykvarns ägor för anläggandet av egnahem.
Nykvarns pappersbruk lades ned 1877 men kom 1880 att köpas av  D. J. Ekenbergs Söner i Södertälje som 1886 återupptog driften. 1896 förstördes pappersbruket av en eldsvåda men återupptogs med Even Christian Gjestvang som VD för bolaget 1897.
Pappersbruket drevs vidare fram till 1971.
Åren 1901–1941 tjänade herrgården som pensionat. Den inköptes därefter av dåvarande Turinge kommun och blev bland annat pensionärshem kompletterat med lokaler för viss förvaltningsverksamhet. Sedan pensionärerna på 1960-talet flyttat ut stod herrgården ett tag tom och förföll innan den inköptes av Turinge-Taxinge församling. Under arbete med att renovera huvudbyggnaden till församlingshem och pastorsexpedition år 1982 antändes den av en svetsloppa och brann ner till grunden. Den återuppfördes dock redan påföljande år med identisk exteriör men modern inredning.

## Bilder

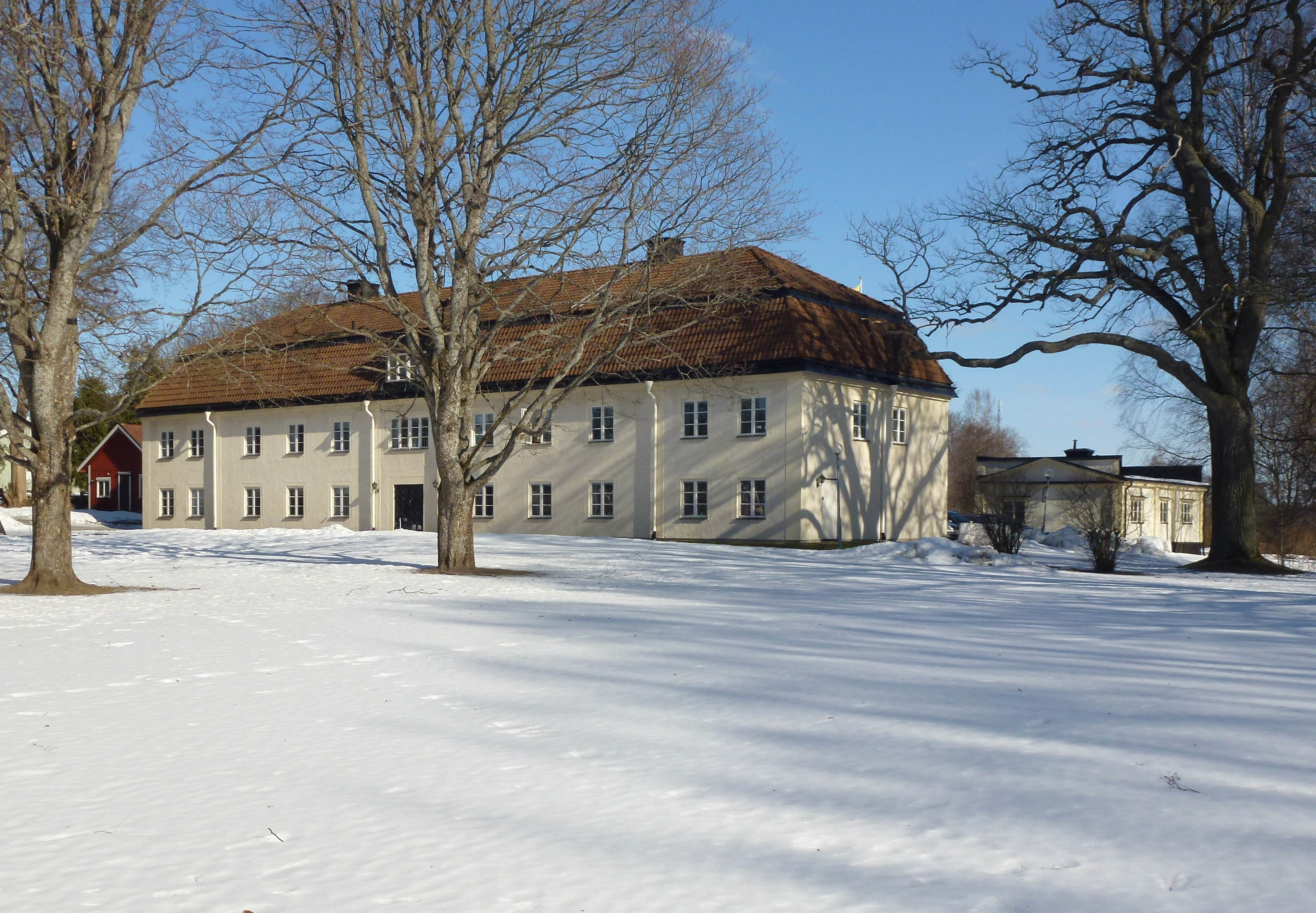
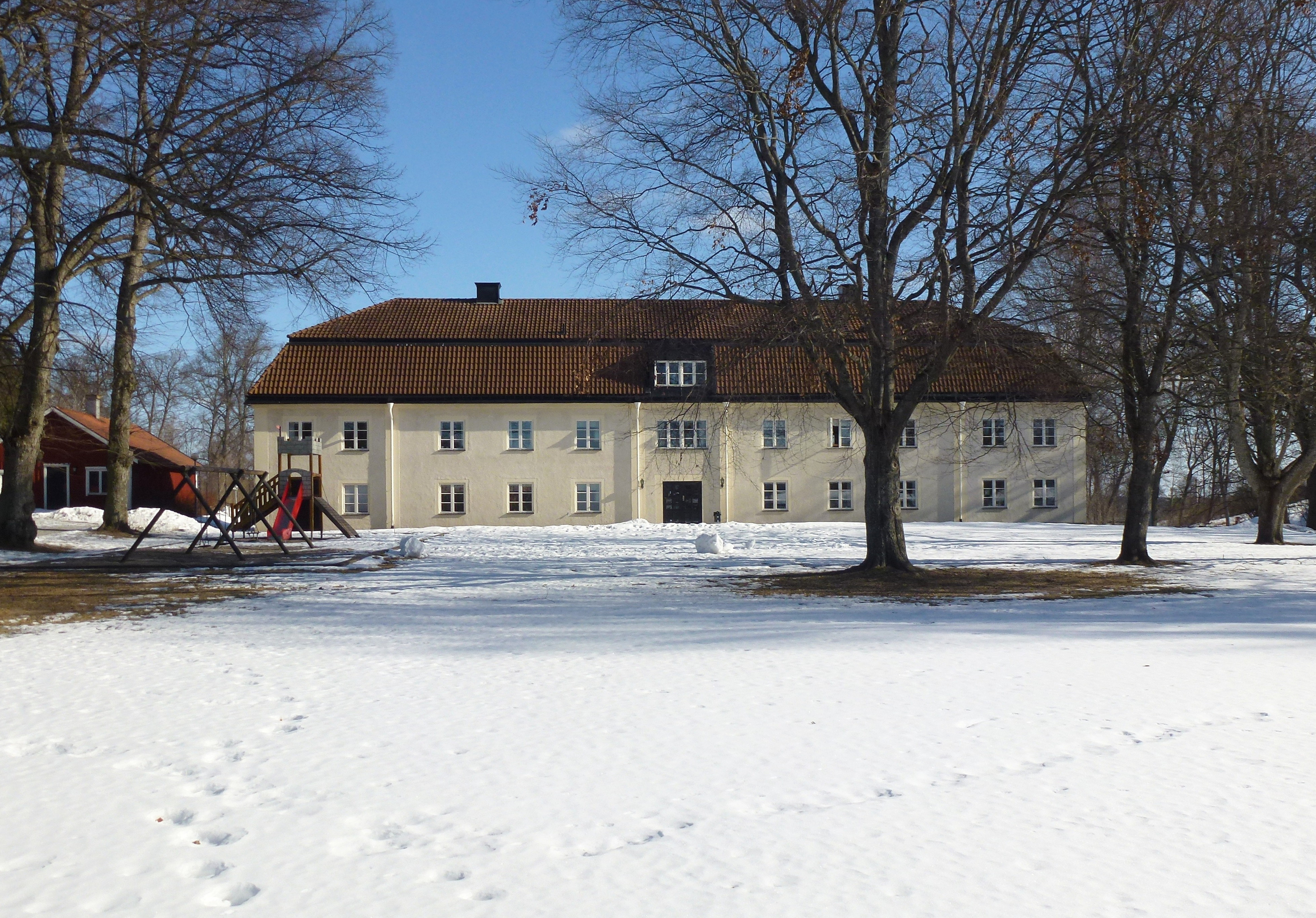
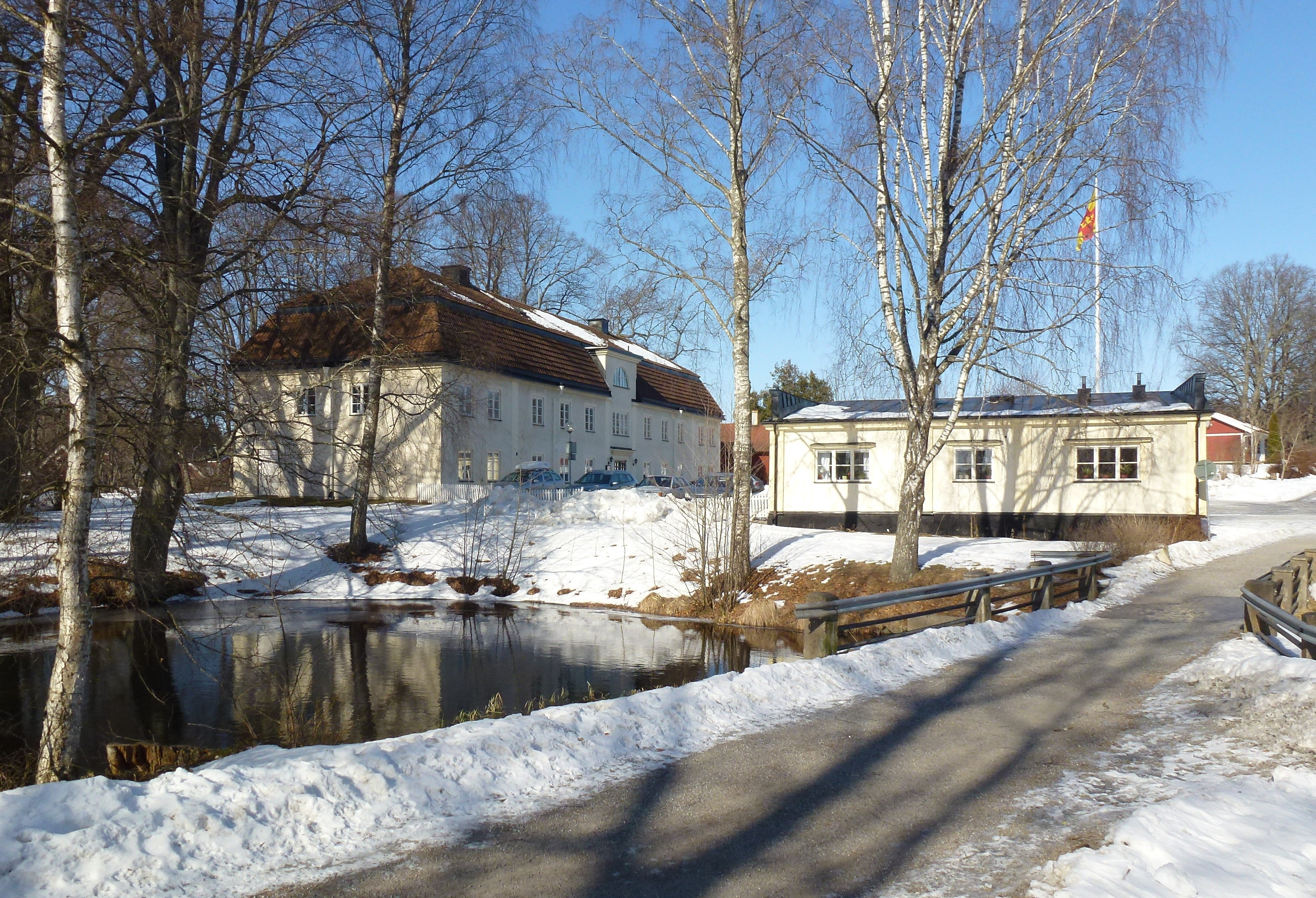
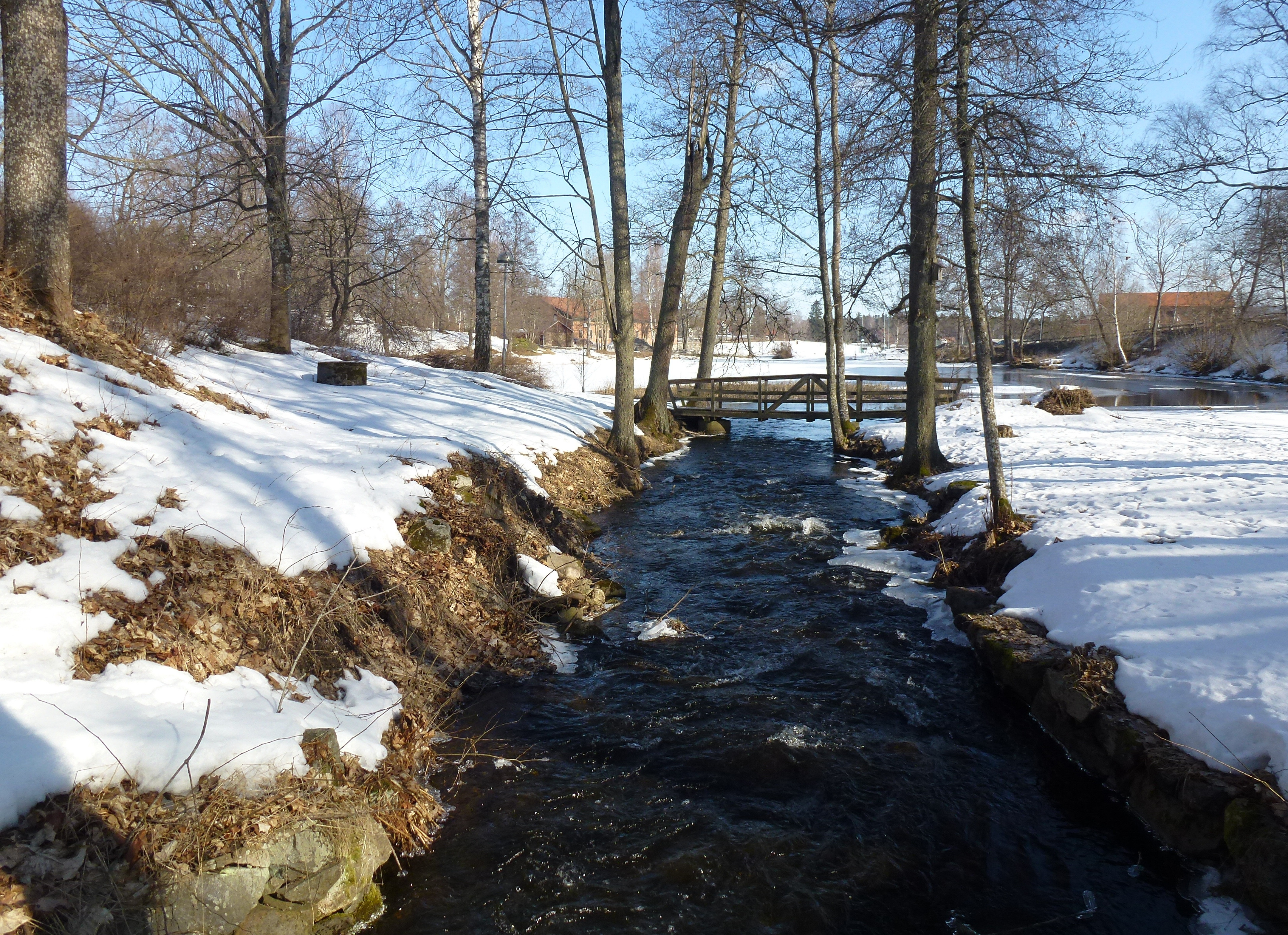